# Gerhard Hoffmann (General)
Gerhard Hoffmann (* 13. Oktober 1887 in Qualisch; † 6. November 1969 in Wedel) war ein deutscher General der Flakartillerie der Luftwaffe im Zweiten Weltkrieg.

## Leben
Beförderungen
- 22. März 1906 Leutnant
- 8. November 1914 Oberleutnant
- 18. Dezember 1915 Hauptmann
- 30. September 1920 Charakter als Major
- 1. November 1934 Major
- 1. März 1936 Oberstleutnant
- 1. Oktober 1937 Oberst
- 1. Juni 1939 Generalmajor
- 1. Juni 1941 Generalleutnant
- 1. Dezember 1942 General der Flakartillerie

Hoffmann trat am 22. März 1906 als Fahnenjunker in das Infanterie-Regiment „König Ludwig III. von Bayern“ (2. Niederschlesisches) Nr. 47 ein. In diesem fungierte er nach Ausbruch des Ersten Weltkrieges bis November 1914 als Kompanieoffizier. Zum 8. November 1914 wechselte er unter gleichzeitiger Ernennung zum Oberleutnant als Kompanieführer in das Reserve-Infanterie-Regiment Nr. 37 über, wo er bis Ende September 1915 verblieb. Anschließend stieg er zum Adjutant der 18. Reserve-Infanterie-Brigade auf. Vom 18. September 1916 bis 25. Januar 1917 diente Hoffmann dann als Generalstabsoffizier beim V. Reserve-Korps. Die gleiche Funktion übte er anschließend bis 5. Mai 1917 beim Stab der 3. Landwehr-Division sowie vom 6. Mai bis 23. November 1917 beim Stab einer weiteren Division aus. Nach wenigen Tagen als Offizier zur besonderen Verwendung beim Armeeoberkommando 2 wurde Hoffmann am 28. November 1917 zum Quartiermeisterstab im Großen Hauptquartier versetzt, wo er bis zum 8. Juni 1918 verblieb. Im Anschluss wurde Hoffmann Generalstabsoffizier beim Stab des IX. Armee-Korps, wo er über das Kriegsende hinaus bis Ende April 1919 verblieb. Vom 1. Mai 1919, inzwischen in die Vorläufige Reichswehr übernommen, fungierte Hoffmann bis Ende September 1920 als Generalstabsoffizier bei der Reichswehr-Brigade 9. An diesem Tag schied er unter Verleihung des Charakters als Major aus dem Militärdienst aus.
Am 14. Juli 1932 wurde Hoffmann als Landesschutzoffizier mit dem Dienstgrad als Major in der Reichswehr angestellt und fand dort bis Ende Mai 1934 zunächst Verwendung bei den Kommandanturen in Oppeln, Kreuzberg und Waldenburg. Im Anschluss agierte er bis zum 21. Oktober 1934 als Adjutant beim Präsidenten des Reichsluftschutzbundes. Vom 22. Oktober 1934 bis Ende Februar 1936, inzwischen bereits am 1. November 1934 als Ergänzungsoffizier der Luftwaffe tätig, war Hoffmann beim Luftkreis-Kommando V in München eingesetzt.

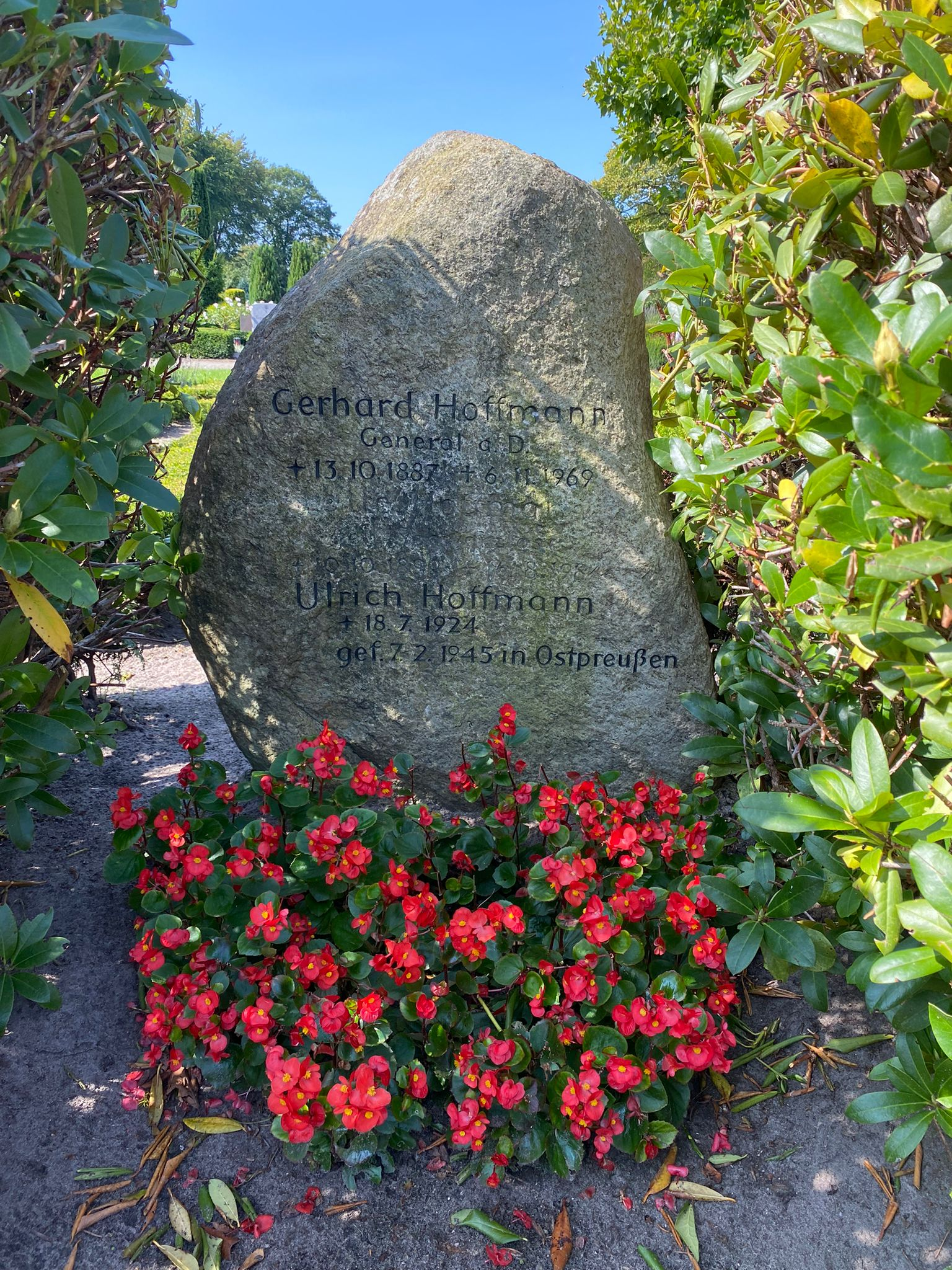
Grabstätte auf dem Friedhof Wedel

Am 1. März 1936 erfolgte Hoffmanns Reaktivierung für die Luftwaffe, wo er zugleich zur I. Abteilung des Flak-Regiments 5 in München abkommandiert wurde. Nach einem einmonatigen Schießlehrgang im Juli/August 1936, der in Wustrow stattgefunden hatte, agierte Hoffmann vom 10. August bis Ende September 1936 als Verbindungsoffizier zum Leitungsstab des VII. Armeekorps. Im September 1936 beendete er seine Flakausbildung bei der II. Abteilung des Flak-Regiments 22 in Brandenburg an der Havel und wurde am 1. Oktober 1936 zum Kommandeur der II. Abteilung des Flak-Regiments 5 ernannt. Diese Position hatte Hoffmann bis Ende Mai 1937 inne. Anschließend agierte er von Juli bis September 1937 in gleicher Funktion bei der I. Abteilung des Flak-Regiments 12. Dort wurde Hoffmann am 1. Oktober 1937 zum Regimentskommandeur ernannt.
Zum 1. August 1938 stieg Hoffmann zum Kommandeur des Luftverteidigungskommandos Berlin, später Luftverteidigungskommando 1 auf. Er ersetzte dort den tödlich verunglückten Oberst Braun. Dieses Kommando führte Hoffmann bis zum 23. Juni 1940, gab es dann an seinen Nachfolger Oberst Werner Prellberg ab und wurde am 24. Juni 1940 zum Kommandeur des Luftverteidigungskommandos 9 ernannt. Ende Februar 1941 gab Hoffmann dieses Kommando an Generalleutnant Otto Wilhelm von Renz ab und wurde zum 1. März 1941 Kommandeur des Luftverteidigungskommandos 4, später 4. Flak-Division ernannt. Diese führte er bis zum 28. Februar 1942, um dann zum Kommandeur der 15. Flak-Division ernannt zu werden. Hier zeichnete sich seine Division im Fall Blau durch hohe Abschusszahlen aus und stieß bis Maikop vor. Ende November 1942 gab Hoffmann das Kommando an Generalmajor Eduard Muhr ab und wurde am 30. November 1942 zum Kommandierenden General des IV. Luftwaffen-Feldkorps ernannt. Am 1. Juli 1943 wurde Hoffmann zum Stab des Luftgau-Kommandos III nach Berlin abkommandiert, wo er bis Ende des Monats verblieb. Schon am 1. August 1943 wurde Hoffmann dann zum Kommandierenden General und Befehlshaber im Luftgau III in Berlin ernannt. Danach wurde er am 21. Februar 1945 in die Führerreserve des Oberkommando der Luftwaffe (OKL) versetzt und am 30. April 1945 aus dem aktiven Wehrdienst entlassen. Eine Kriegsgefangenschaft folgte nicht.
Gerhard Hoffmann wurde auf dem Friedhof Wedel beigesetzt.

## Auszeichnungen
- Deutsches Kreuz in Gold am 21. Dezember 1942